# Kudrowo
Kudrowo (ros. Кудрово) – miasto w Rosji, w obwodzie leningradzkim, w rejonie wsiewołożskim. Prawa miejskie otrzymało w 2018 roku.